# Horornis brunnescens
El cetia capirotado (Horornis brunnescens) es una especie de ave paseriforme de la familia Cettiidae endémica del Himalaya. Anteriormente se consideraba una subespecie del cetia ventrigualdo.